# アディルソン・ヴァス
ヴァス（Vaz）こと、アディルソン・セメド・ヴァス（Adilson Semedo Vaz 、1988年10月29日 - ）は、カーボベルデ・プライア出身のプロサッカー選手。CDCモンタレグレ所属。ポジションは、ディフェンダー（センターバック）。

## 経歴
2019年7月、CDCモンタレグレへの加入が発表された。